# Parco nazionale Bras d'Eau
Il parco nazionale Bras d'Eau (in inglese: Bras D'Eau National Park; in francese: Parc national Bra d'Eau) è un'area naturale protetta situata nella parte nordorientale dell'isola di Mauritius.